# Pret a Manger

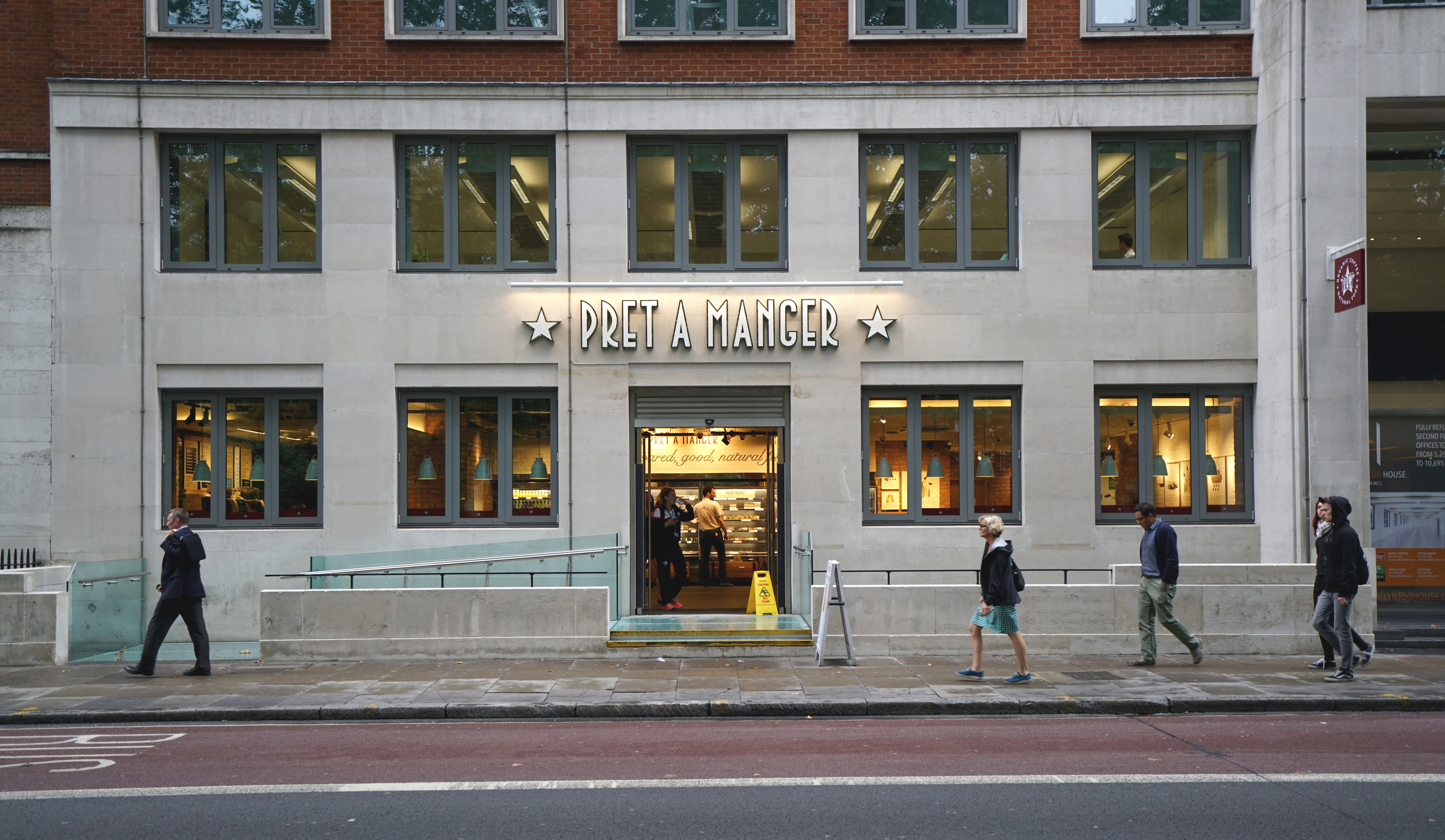
Eine Filiale von Pret a Manger am Tavistock Square in Bloomsbury im London Borough of Camden: 85 % der Umsätze werden in London erwirtschaftet

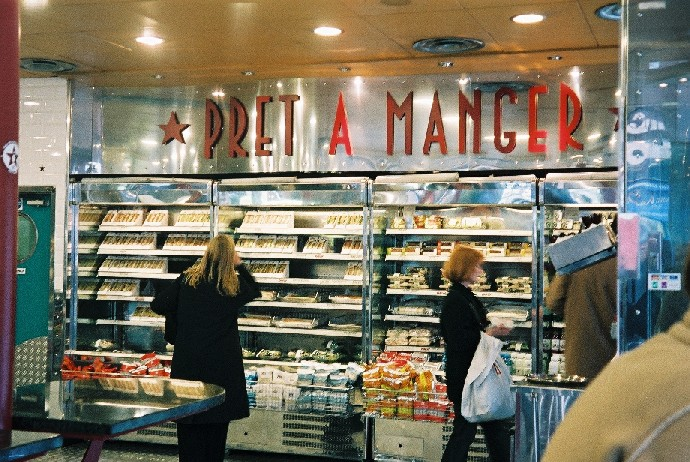
Typisches Pret a Manger, Strand (London)

Pret a Manger (kurz „Pret“) ist eine britische Sandwichkette, deren Restaurants im Fast-Casual-Bereich anzusiedeln sind. Seit 2018 ist Pret Teil der JAB Holding.

## Geschichte
Das Unternehmen wurde im Jahr 1984 in London von den Freunden Sinclair Beecham und Julian Metcalfe gegründet. Den Namen und die erste Lokalität kauften sie aus der Konkursmasse eines Restaurants des Londoners Jeffrey Hyman, der mit seinem 1983 oder 1984 gegründeten, thematisch ähnlich orientierten Restaurant in finanzielle Schwierigkeiten geraten war. Der Name Prêt à Manger (pʁɛt‿a mɑ̃ʒe) kommt aus dem Französischen und bedeutet „bereit zum Essen“; geprägt worden war er von Hymans Schwester, die ihn an den Begriff Prêt-à-porter anlehnte.
2001 erwarb die McDonald’s Corporation, Chicago, 33 % der Anteile des Unternehmens. Pret expandierte daraufhin in New York City (35 Geschäfte) und Hongkong (14 Geschäfte). Im November 2006 gab es in Großbritannien 155 Geschäfte, davon 118 in London. Im Februar 2008 übernahm das Private-Equity-Unternehmen Bridgepoint 50 % und die Investmentbank Goldman Sachs 25 % der Anteile, die Unternehmensgründer Sinclair Beecham und Julian Metcalfe waren weiterhin mit 25 % beteiligt. Anders als andere Fast-Food-Ketten ist Pret a Manger keine Franchise-Gesellschaft. 85 % der Umsätze werden in London (wo sich etwa 75 % aller Shops befinden) getätigt.
2018 hatte das Unternehmen 450 Filialen weltweit.
Am 29. Mai 2018 kündigte JAB Holding an, dass alle Pret-a-Manger-Anteile der Vorbesitzer von der Holding erworben wurden.
Die erste Filiale in Deutschland eröffnete im Oktober 2018 im Berliner Hauptbahnhof. Die ersten Filialen in Belgien und der Schweiz sollen noch 2019 eröffnet werden. 2019 übernahm Pret die ebenfalls britische Fast-Food-Kette EAT. mit ihren 95 Filialen.

## Konzept
Das Speisenangebot besteht aus Sandwiches und Brötchen, belegten Baguettes, Wraps, Sushi, Suppen und Salaten. Daneben werden auch Gebäck wie Muffins, Kuchen, Croissants u. a. angeboten. Außerdem gehören Früchte wie Bananen und Äpfel, eine Auswahl an Fruchtsäften und Softdrinks sowie Kaffeespezialitäten und Tee zum Angebot.
Die Kette wirbt damit, dass alle Bestandteile der Sandwiches ohne jegliche Zusatzstoffe und frisch seien, abgesehen von Backwaren, die Transfettsäuren mit einem Minimum an Konservierungsmitteln enthalten. Alle Sandwiches werden am Tag des Verkaufs in einer Küche in oder in der Nähe von jedem einzelnen Geschäft frisch zubereitet. Alle frischen Produkte, die am Ende des Tages nicht verkauft worden sind, werden von Tafeln abgeholt und an Obdachlose und Bedürftige verteilt. Die Sandwiches werden in Pappe anstatt Kunststoff verpackt, um hervorzuheben, dass sie frisch sind und nicht über Nacht aufbewahrt werden können.
Werbetafeln in den Geschäften, auf den Verpackungen und auf der Website erinnern mit nummerierten Logos ständig an die Firmenphilosophie. Die Verpackungen und die Website beschreiben Rezepte für einige ihrer Produkte.

## Mitarbeiter
Im Jahr 1998 beschäftigte das Unternehmen in Großbritannien 1400 Personen, von denen 19 % aus Großbritannien kamen und 60 % aus EU-Ländern stammten. Pret a Manger wählte im Durchschnitt nur einen von 14 Bewerbern aus. Bis 2017 war die Anzahl der (dann auch international) Beschäftigten auf etwa 11.800 gewachsen.